# Девять матерей Хеймдалля
В скандинавской мифологии у бога Хеймдалля было девять матерей:
- Гьяльп (др.-сканд. Gialp),
- Грейп (Greip),
- Ейстла (Eistla),
- Иргиафа (Eyrgiafa),
- Ульфрун (Vlfrun),
- Ангейя (Angeyia),
- Имд (Imdr),
- Атла (Atla)
- Ярнсакса (Iarnsaxa).

Согласно одной из теорий девять матерей Хеймдалля ассоциируют с девятью дочерьми Эгира и Ран.
Снорри Стурлусон в «Младшей Эдде» (Видение Гюльви, 27) пишет:
| Heimdallr heitir einn, hann er kallaðr hvíti áss, hann er mikill ok heilagr. Hann báru at syni meyjar níu ok allar systr. ... Ok enn segir hann sjálfr í Heimdalargaldri Níu em ek mœðra mögr, níu em ek systra sonr. | Хеймдалль имя того, что зовут Белый Бог. Он велик и свят; Выносили его девять девиц, все сёстры. ... И так же, он сам говорит в заклинаньи Хеймдалля Девяти я матерей отпрыск, Девяти я сестер сын. |
| — Текст из Королевского кодекса Кроме этих строк, текст поэмы «Заклинание Хеймдалля» (др.-сканд. Heimdalargaldr) потерян.                                                                                             | |

Аналогичный миф описан и в Хиндлулёд:
| Vard einn borin i ardaga rammaukin miok raugna kindar; niu baru þann naddgaufgann mann iotna meyiar vid iardar þraum. ... Hann Gialp vm bar, hann Greip vm bar, bar hann Eistla ok Eyrgiafa, hann bar Vlfrun ok Angeyia, Imdr ok Atla ok Iarnsaxa. | Он родился в былые дни, с огромной силой сынов человеческих; затем девять его вынашивали, копьё великолепного мужчину, великанов дочери, на краю Земли. ... Гиалп вынашивала его, Грейп вынашивала его, вынашивала его Ейстла и Иргиафа; Ульфрун и Ангейя, Имд и Атла и Ярнсакса. |
| — Текст под ред. Бугге. | |